# 马克-安托万·奥利维耶
马克-安托万·奥利维耶（法語：Marc-Antoine Olivier，1996年6月18日—）是一名法国游泳运动员，2015年世界游泳锦标赛男子10公里游泳第六名。获得2016年奥运会男子10公里公開水域游泳比賽铜牌。